# Coulombs (Eure i Loir)
Coulombs és un municipi francès, situat al departament de l'Eure i Loir i a la regió de Centre – Vall del Loira. L'any 2007 tenia 1.305 habitants.

## Demografia

### Població
El 2007 la població de fet de Coulombs era de 1.305 persones. Hi havia 499 famílies, de les quals 114 eren unipersonals (69 homes vivint sols i 45 dones vivint soles), 170 parelles sense fills, 187 parelles amb fills i 28 famílies monoparentals amb fills.
La població ha evolucionat segons el següent gràfic:
Habitants censats

### Habitatges
El 2007 hi havia 625 habitatges, 516 eren l'habitatge principal de la família, 68 eren segones residències i 41 estaven desocupats. 559 eren cases i 60 eren apartaments. Dels 516 habitatges principals, 437 estaven ocupats pels seus propietaris, 70 estaven llogats i ocupats pels llogaters i 9 estaven cedits a títol gratuït; 12 tenien una cambra, 29 en tenien dues, 71 en tenien tres, 141 en tenien quatre i 263 en tenien cinc o més. 401 habitatges disposaven pel capbaix d'una plaça de pàrquing. A 203 habitatges hi havia un automòbil i a 265 n'hi havia dos o més.

### Piràmide de població
La piràmide de població per edats i sexe el 2009 era:
| Homes | Edats   | Dones |
| ----- | ------- | ----- |
| 0     | 95 o +  | 0     |
| 0     | 90 a 94 | 4     |
| 8     | 85 a 89 | 8     |
| 0     | 80 a 84 | 4     |
| 24    | 75 a 79 | 32    |
| 16    | 70 a 74 | 28    |
| 28    | 65 a 69 | 28    |
| 28    | 60 a 64 | 24    |
| 12    | 55 a 59 | 24    |
| 72    | 50 a 54 | 44    |
| 44    | 45 a 49 | 64    |
| 84    | 40 a 44 | 52    |
| 56    | 35 a 39 | 76    |
| 28    | 30 a 34 | 28    |
| 32    | 25 a 29 | 16    |
| 48    | 20 a 24 | 12    |
| 64    | 15 a 19 | 48    |
| 52    | 10 a 14 | 76    |
| 48    | 5 a 9   | 36    |
| 48    | 0 a 4   | 12    |

## Economia
El 2007 la població en edat de treballar era de 873 persones, 658 eren actives i 215 eren inactives. De les 658 persones actives 614 estaven ocupades (323 homes i 291 dones) i 43 estaven aturades (21 homes i 22 dones). De les 215 persones inactives 69 estaven jubilades, 81 estaven estudiant i 65 estaven classificades com a «altres inactius».

### Ingressos
El 2009 a Coulombs hi havia 542 unitats fiscals que integraven 1.386 persones, la mediana anual d'ingressos fiscals per persona era de 21.950 €.

### Activitats econòmiques
Dels 47 establiments que hi havia el 2007, 1 era d'una empresa alimentària, 5 d'empreses de fabricació d'altres productes industrials, 9 d'empreses de construcció, 8 d'empreses de comerç i reparació d'automòbils, 2 d'empreses de transport, 4 d'empreses d'hostatgeria i restauració, 5 d'empreses d'informació i comunicació, 1 d'una empresa immobiliària, 9 d'empreses de serveis i 3 d'entitats de l'administració pública.
Dels 15 establiments de servei als particulars que hi havia el 2009, 2 eren tallers de reparació d'automòbils i de material agrícola, 1 guixaire pintor, 2 fusteries, 2 lampisteries, 4 electricistes, 1 empresa de construcció, 2 restaurants i 1 agència immobiliària.
Dels 2 establiments comercials que hi havia el 2009, 1 era una gran superfície de material de bricolatge i 1 una botiga de menys de 120 m².
L'any 2000 a Coulombs hi havia 8 explotacions agrícoles.

## Equipaments sanitaris i escolars
El 2009 hi havia 1 escola maternal i 1 escola elemental.

## Poblacions més properes
El següent diagrama mostra les poblacions més properes.